# 여군가
《여군가》(중국어 간체자: 与君歌, 정체자: 與君歌, 병음: Yǔ jūn gē 위쥔거[*], Stand by Me 스탠드 바이 미[*])는 2021년 방송되었던 중국의 드라마이다.

## 줄거리
환관 구자량이 막강한 권력을 휘두르자, 당 문종은 왕양, 정록 등과 함께 구자량을 죽이려 하지만 실패한다. 이로 인해 재상 왕양 가문은 멸문당하고 두 손녀만 가까스로 살아남는다. 두 손녀 중 여동생은 자의국 상궁 정혜에게 입양돼 ‘정약어’로 이름을 개명하고 그의 언니는 이름을 ‘연직’으로 바꾸고 원수인 구자량의 수양딸이 되어 복수를 다짐한다. 7년 뒤 제염이 즉위하고 정약어와 구연직은 서로 적이 되어 재회하는데...

## 등장인물
- 청이 - 제염 역
- 장위시 - 정약어 역
- 한동 (韩栋) - 광왕제신 역
- 허성밍 - 구사량 역
- 한청위 - 문종 역
- 야오이천 - 한악 역
- 습설 (习雪) - 정혜 역
- 선로 (宣璐) - 구연직 역
- 양시쯔 - 류미사 역
- 하중화 (何中华) - 이덕유 역